# Aalborg (municipio)
El municipio de Aalborg es un municipio (kommune en danés) de la región de Jutlandia Septentrional, en Dinamarca. El municipio se extiende por ambas orillas del Limfjord, la vía de agua que conecta el Mar del Norte con el Kattegat longitudinalmente, y que separa la península de Jutlandia con la isla de Jutlandia Septentrional latitudinalmente. Es el municipio más grande y poblado de la región de Jutlandia Septentrional. Tiene una superficie de 1.143,99 km² y una población de 201.142 habitantes (2012).
La ciudad principal, capital y sede del municipio es la ciudad de Aalborg, donde se encuentra también el puerto del municipio.
El municipio y la ciudad han elegido mantener la ortografía tradicional del nombre como Aalborg, aunque la nueva ortografía Ålborg se usa en otros contextos, como Ålborg Bugt (Ensenada de Aalborg), el cuerpo de agua que se sitúa en el este de la península Jutlandia.

## Localidades
Aalborg tiene 38 localidades urbanas (byer, localidades con más de 200 habitantes), el mayor número entre los municipios de su región. 184.995 habitantes residen en estas localidades, mientras que un total de 16.147 personas residen en localidades rurales (menores a 200 habitantes).
| Localidades más pobladas del municipio |             |                  |
| N.º                                    | Localidad   | Población (2012) |
| 1                                      | Aalborg     | 104.885          |
| 2                                      | Nørresundby | 21.671           |
| 3                                      | Svenstrup   | 6.785            |
| 4                                      | Nibe        | 5.047            |
| 5                                      | Klarup      | 4.413            |
| 6                                      | Vodskov     | 4.374            |
| 7                                      | Gistrup     | 3.478            |
| 8                                      | Storvorde   | 3.282            |
| 9                                      | Vestbjerg   | 2.675            |
| 10                                     | Frejlev     | 2.608            |

## Galería

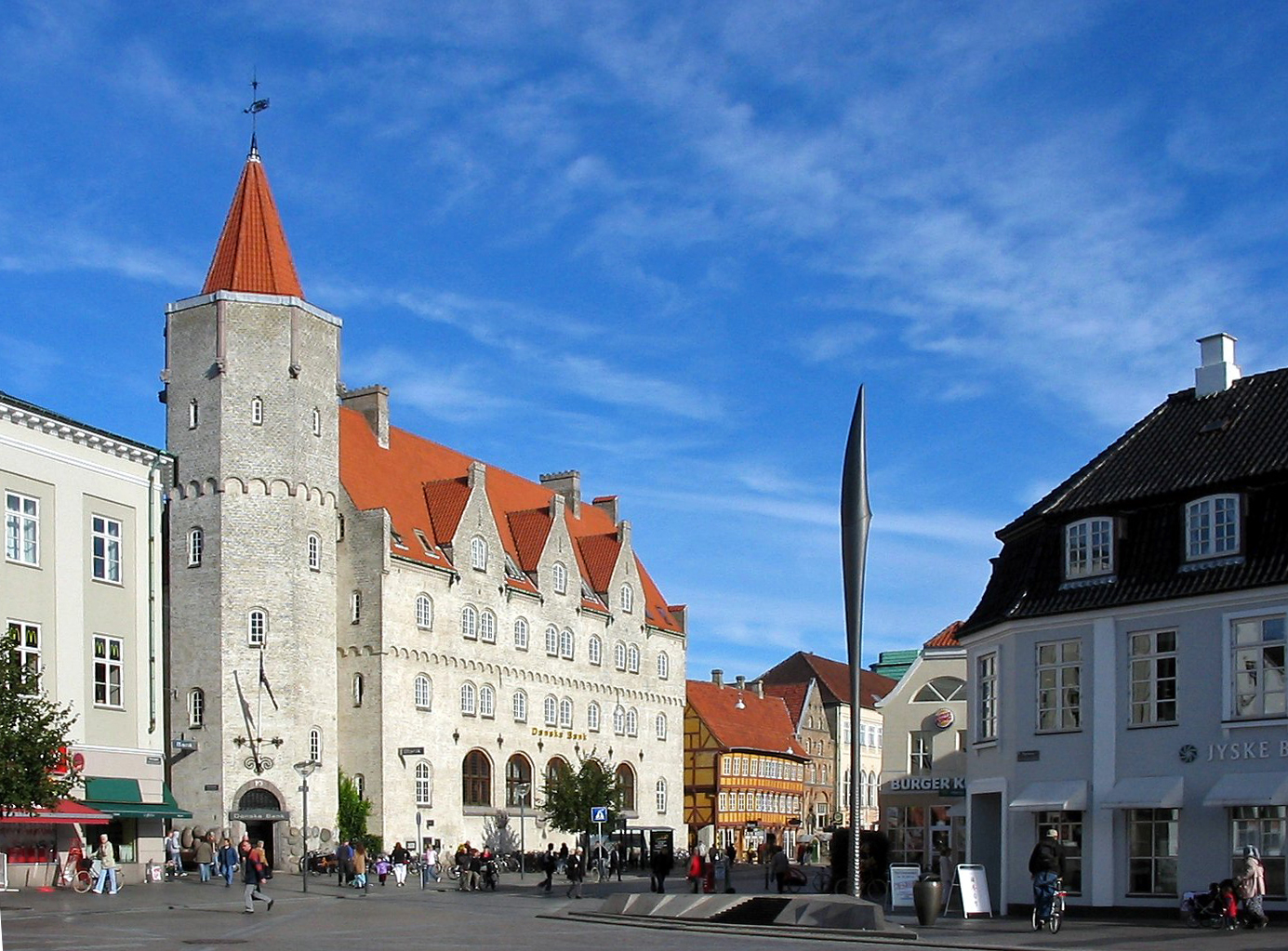
Nytorv
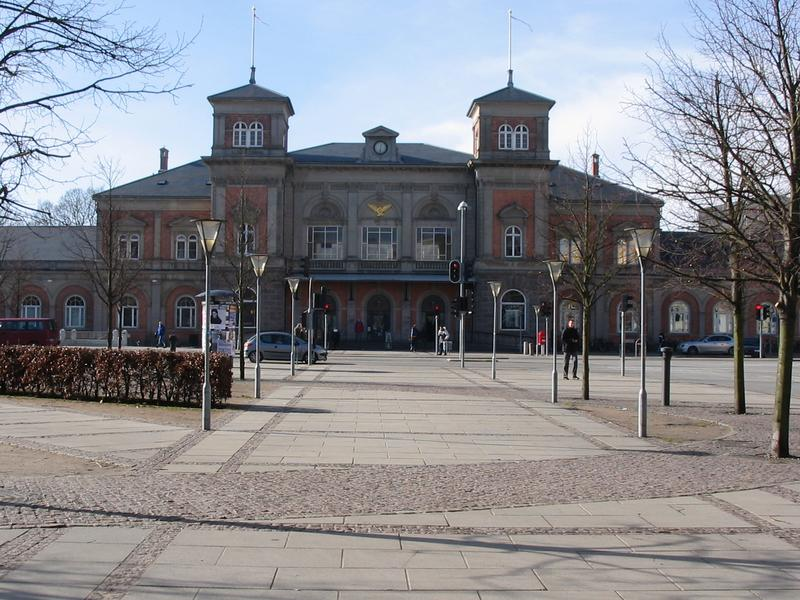
Aalborg Banegård
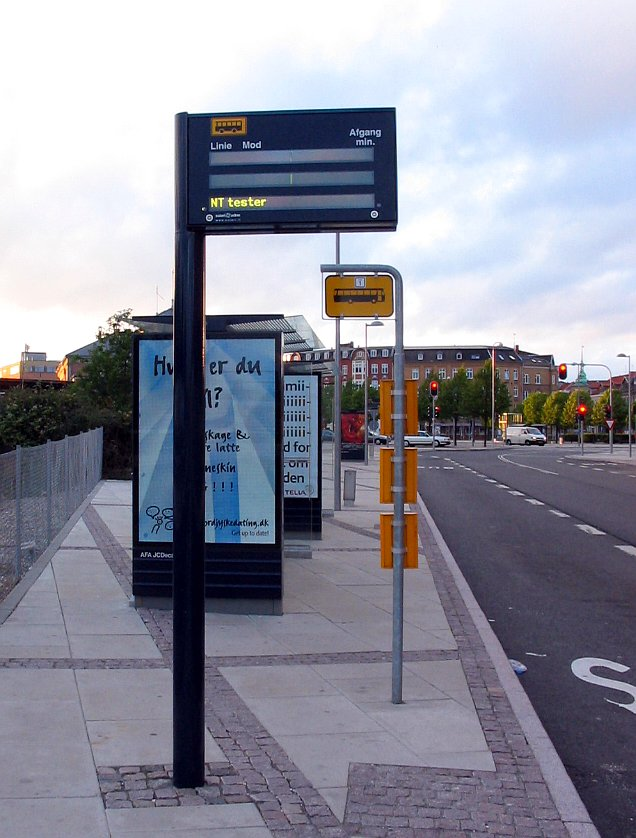
Busstopsted
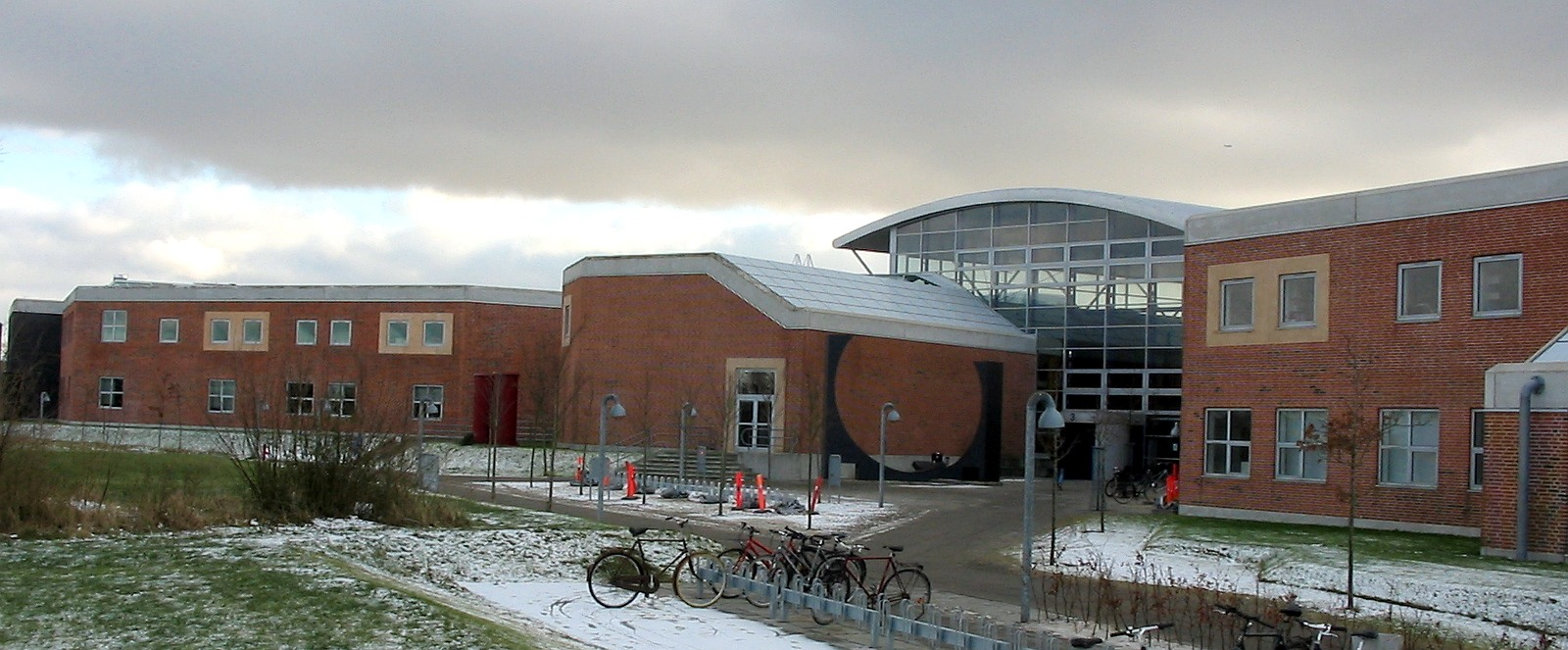
Universidad de Aalborg; Krogstræde 3
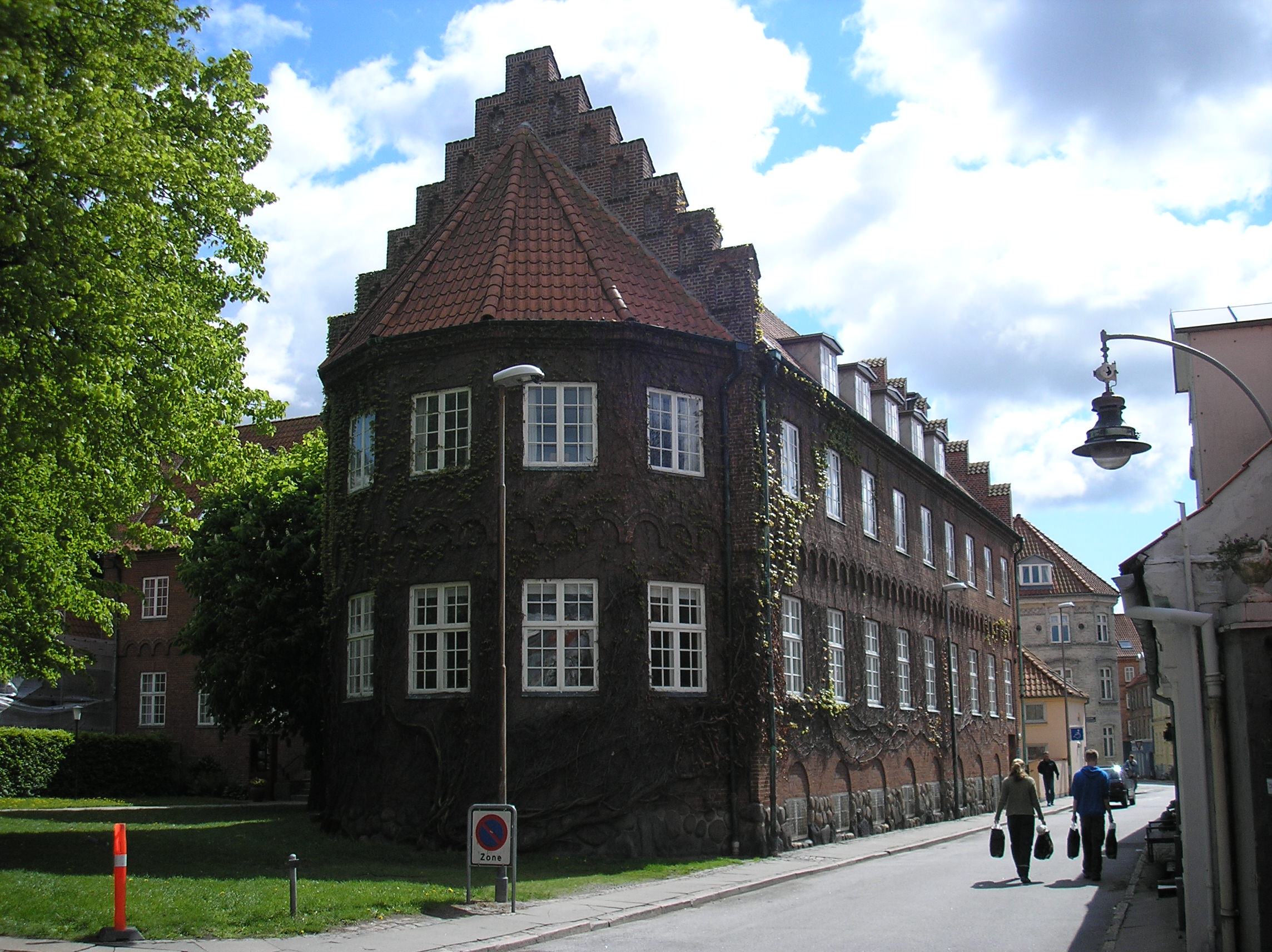
Aalborg Stadsarkiv
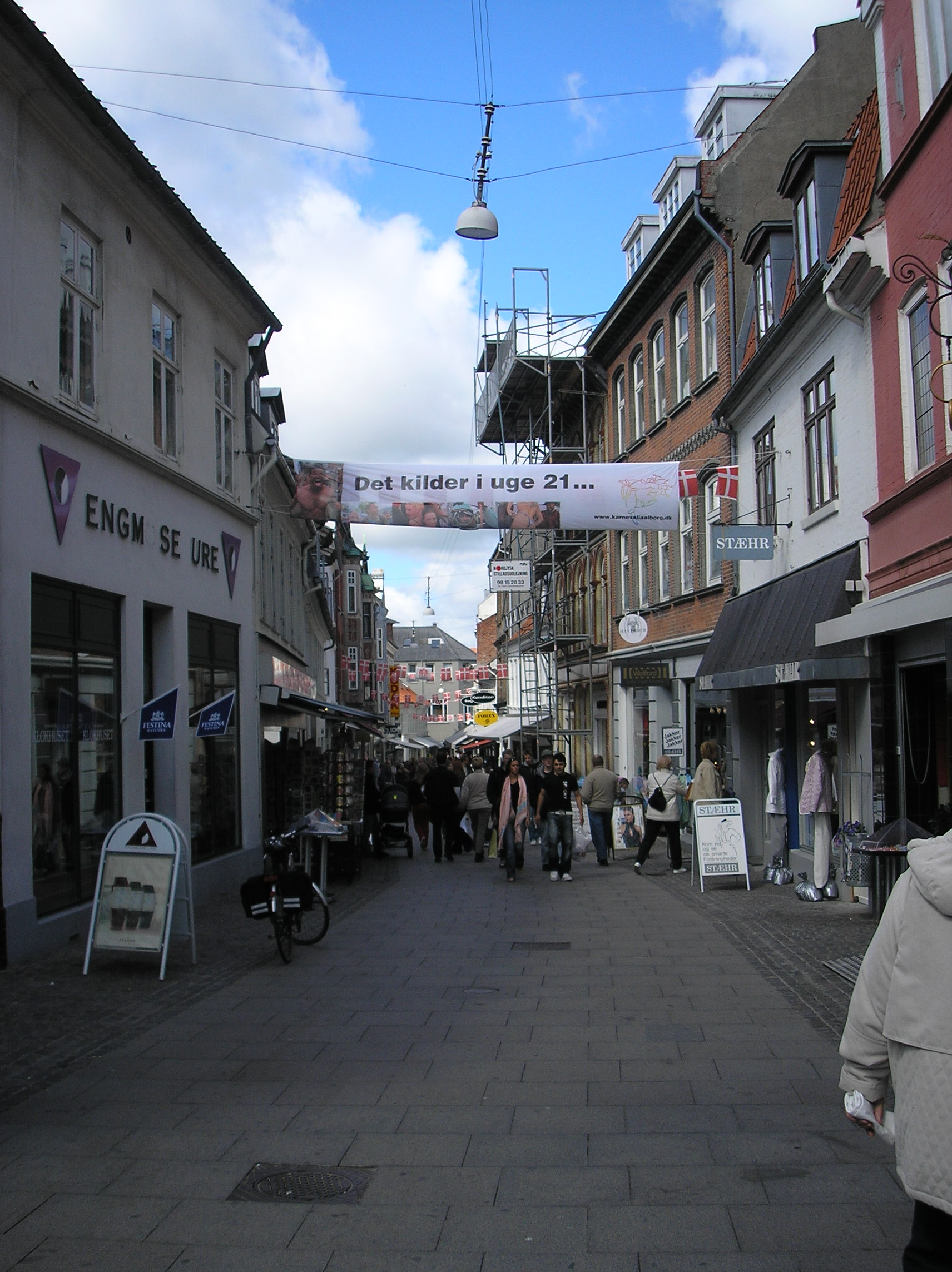
Gågade
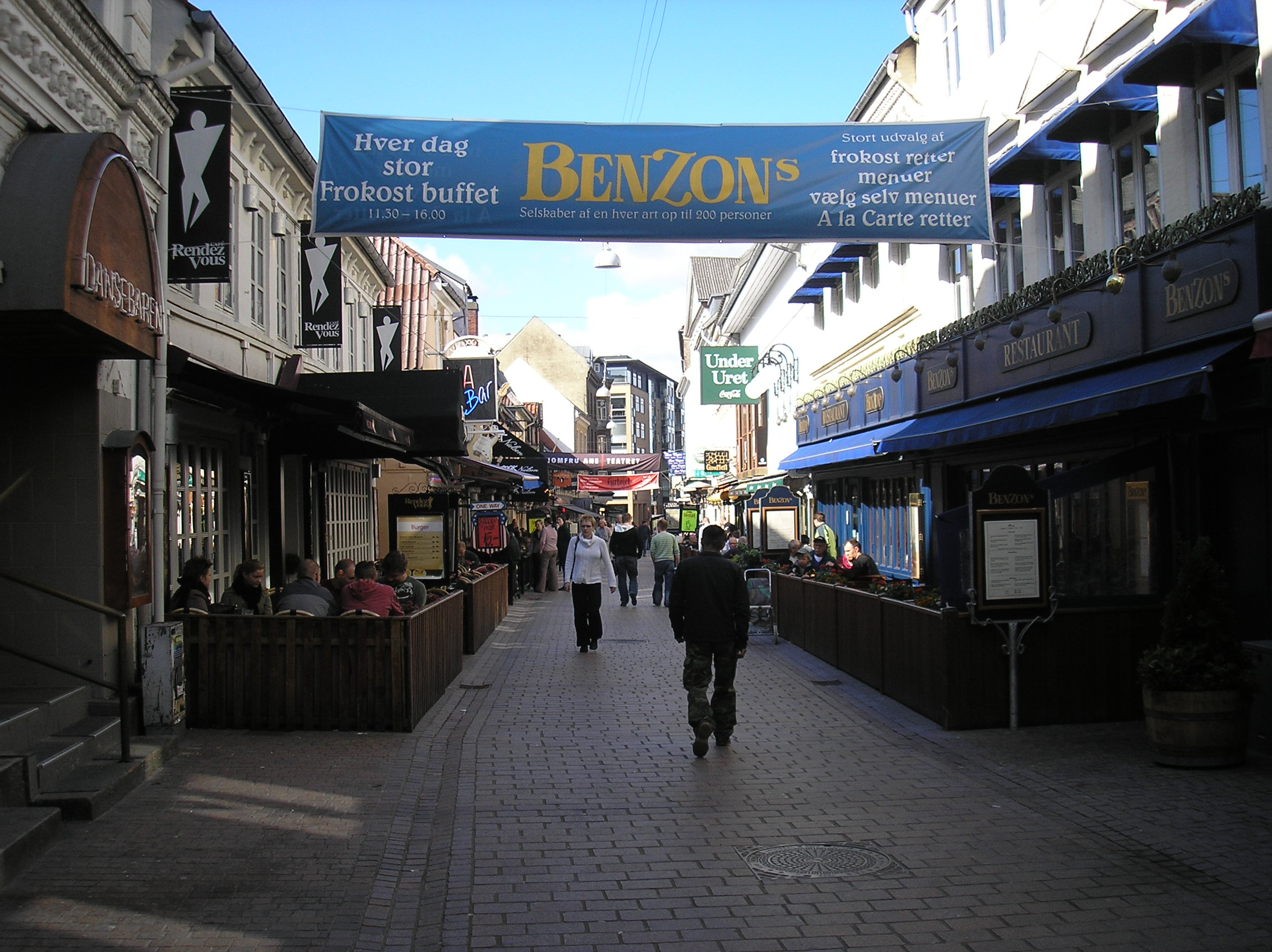
Jomfru Ane Gade
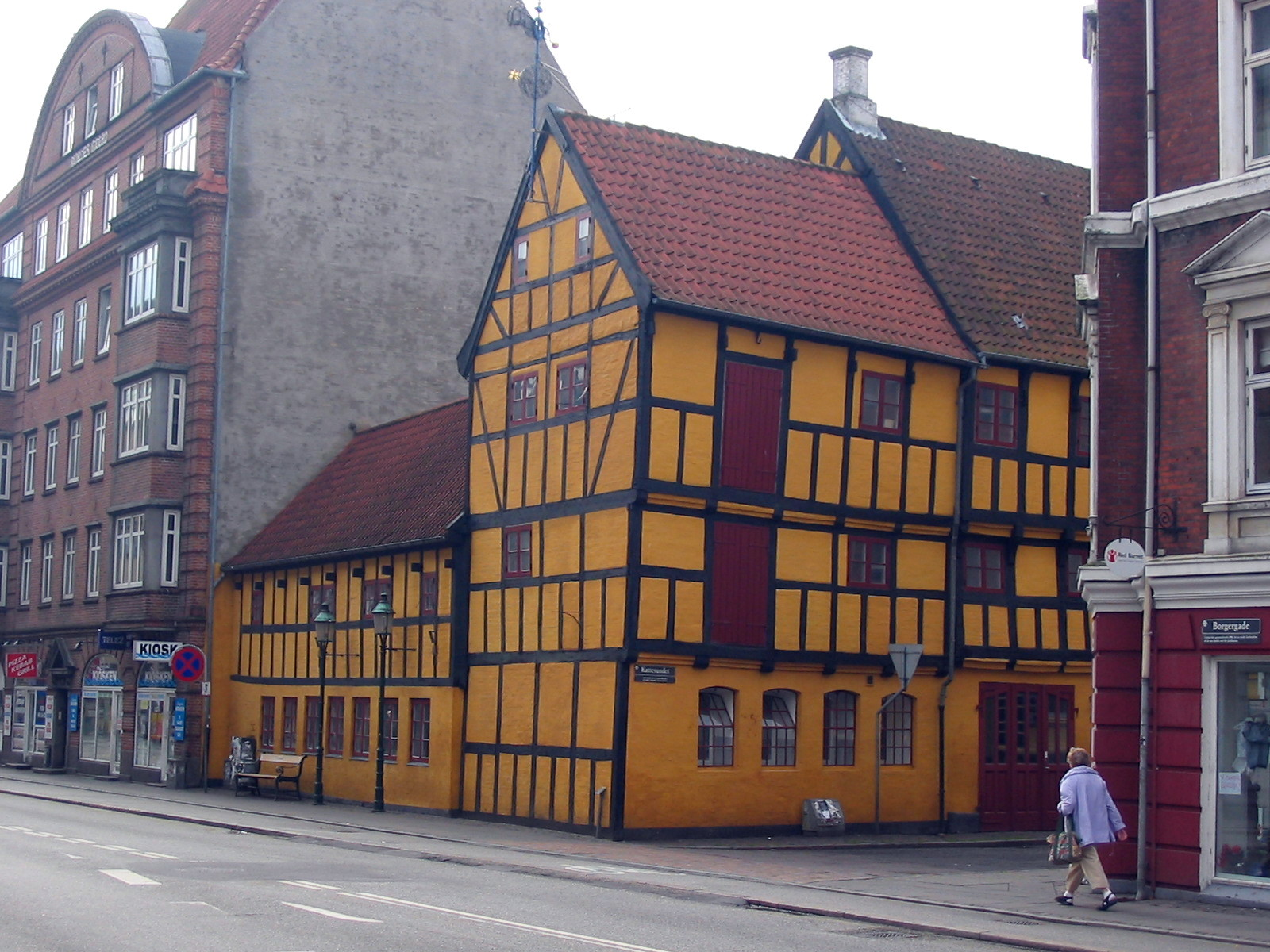
La antigua maderera en la ciudad de Aalborg
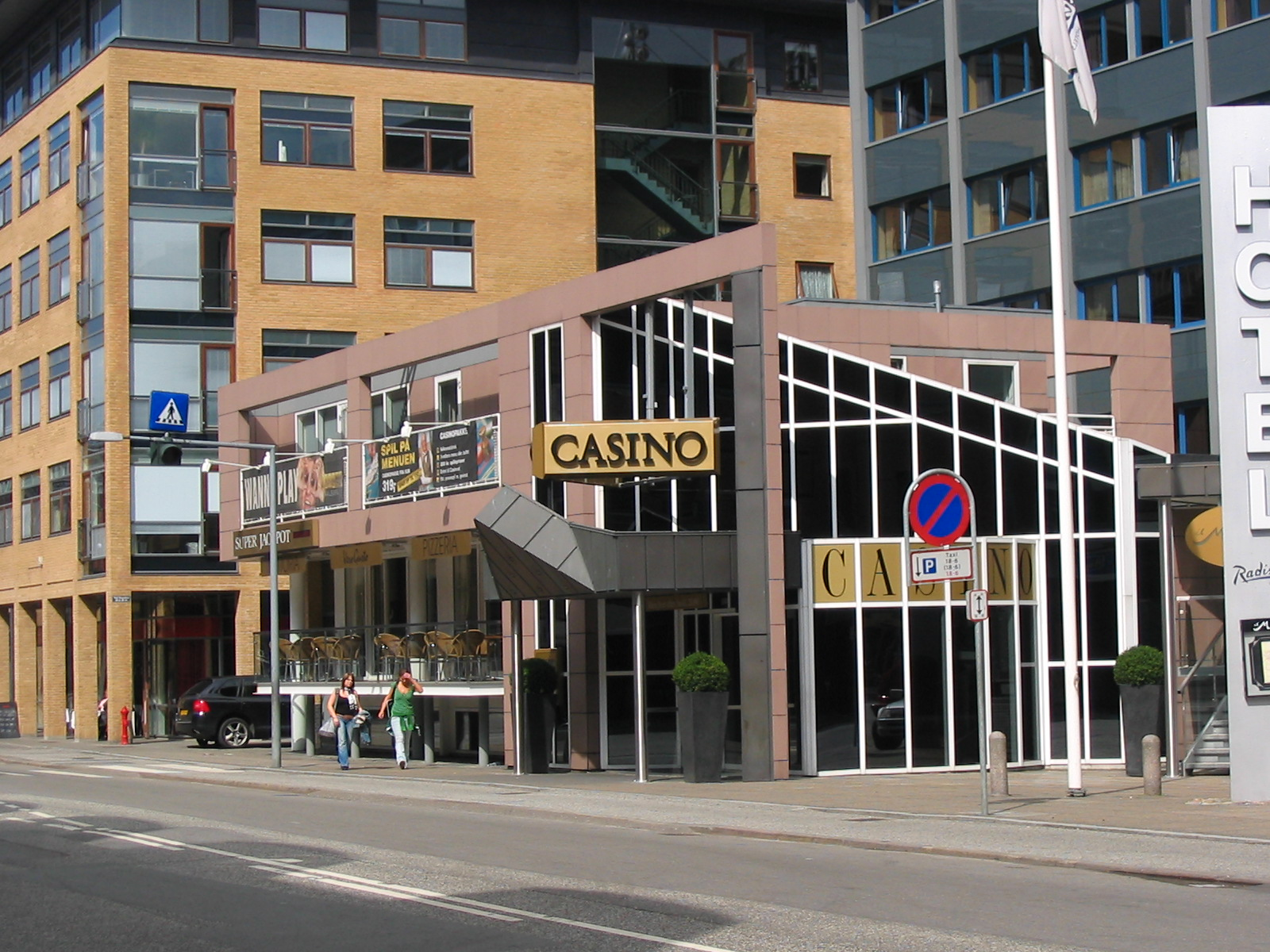
Casino i Aalborg
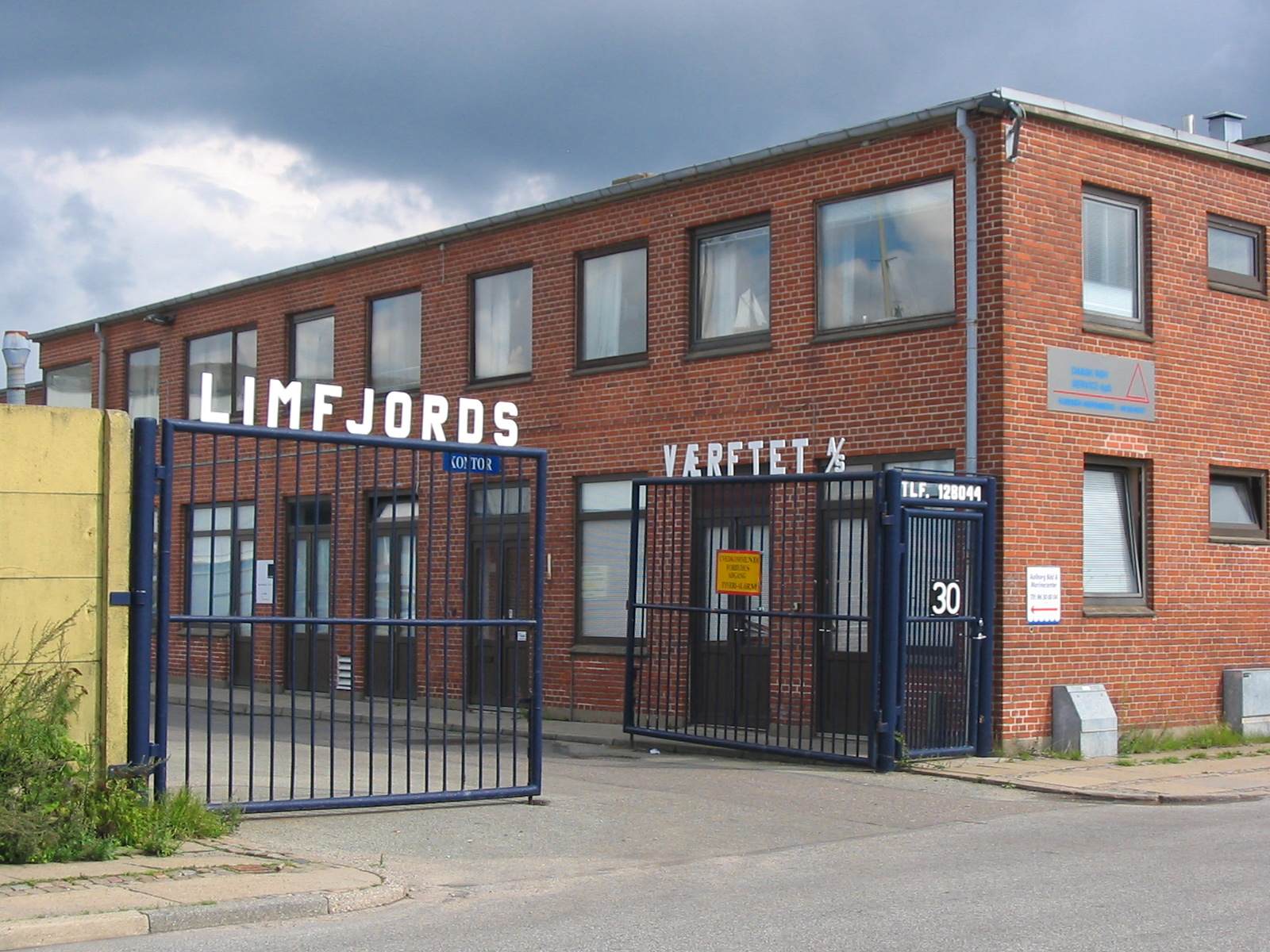
Limfjords Værftet
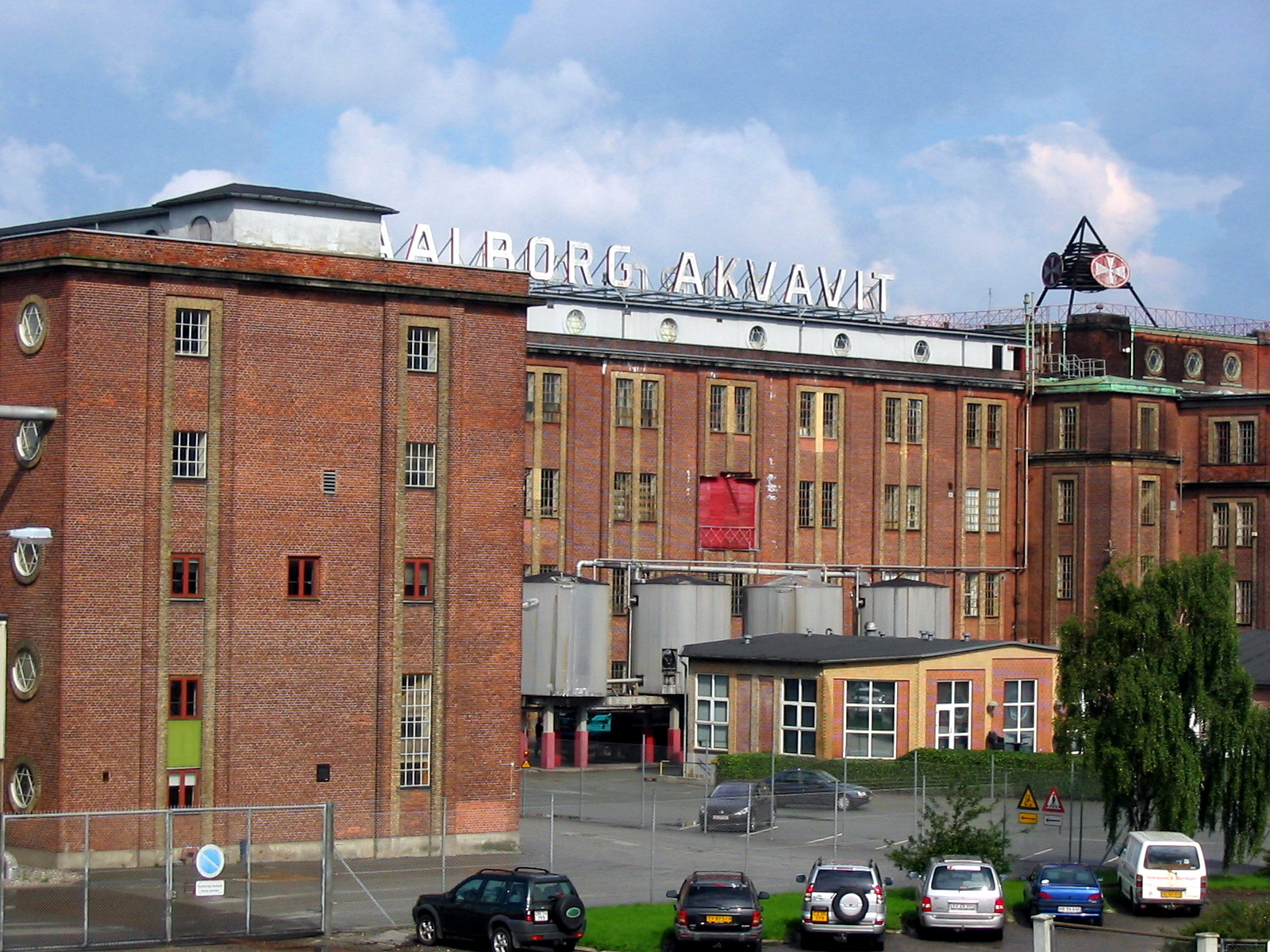
Aalborg Akvavit
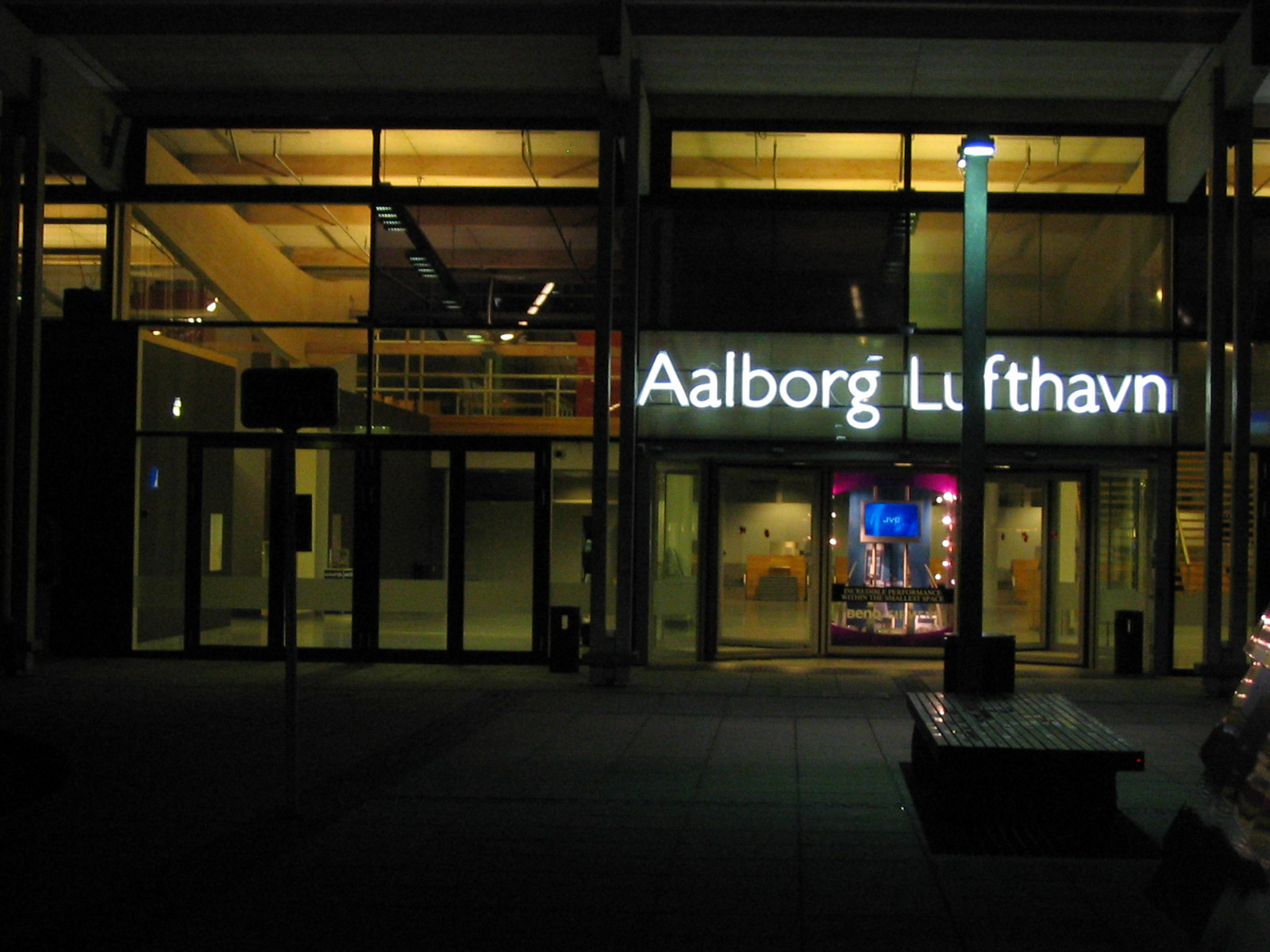
Aalborg Lufthavn